# Danielle Auby
 (janvier 2025).
Si vous disposez d'ouvrages ou d'articles de référence ou si vous connaissez des sites web de qualité traitant du thème abordé ici, merci de compléter l'article en donnant les références utiles à sa vérifiabilité et en les liant à la section « Notes et références ».
Danielle Auby, née en 1949 à Béziers, est écrivain et professeur de lettres. Elle a publié une dizaine d'ouvrages dont certains ont été traduits en espagnol et en allemand ou adaptés pour le théâtre.

## Biographie
Danielle Auby est une ancienne élève de l'École normale supérieure de Fontenay-Saint-Cloud, titulaire de l'Agrégation de lettres modernes. Elle a été l'élève de Henri Meschonnic.
Entre 1982 et 1985, Danielle Auby publie trois récits, puis un livre sur le Chili illustré par le dessinateur Guillermo Ganga.
En 1988, Danielle Auby réside à l'Abbaye de Royaumont, où elle participe à des séminaires de traduction. Elle traduit en français les lettres de Francisco de Goya à Martín Zapater.
En 1989, Danielle Auby écrit Les maisons du sourd, un roman biographique sur la vie de Francisco de Goya, traduit en espagnol par Guadalupe Rubio de Urquía en 1991.
En 1993, la Forêt des écrivains combattants dans l'Hérault lui inspire Bleu horizon, un roman sur la Première Guerre mondiale, traduit en allemand par Marie-Luise Knott en 1995, puis adapté pour la scène par Pierre Longuenesse, de la Compagnie du Samovar .
Le roman La grande filature, paru en 1993, a inspiré un récit numérique collectif écrit par des élèves de deuxième année de Sciences-Po en 2011.
Danielle Auby a enseigné le français langue étrangère à l'Université Columbia à Paris et au Centre de linguistique appliquée de Besançon. Elle a animé des ateliers d'écriture en Institut français d'Allemagne, à Francfort-sur-le-Main et Leipzig, ainsi qu'à Sofia, Istanbul, Windhoek et Zielona Góra. Elle a résidé à Dubrovnik au sein de l'Alliance française.

## Œuvres
- Le Bien général, Jean-Marie Laffont, 1982
- La Sentinelle, Ubacs, 1983
- Le Pont-aux-Anes, Ubacs, 1985
- Chili, les douze hivers, dessins de Guillermo Ganga, Ubacs, 1986
- Au Vénitien de Tunis, avec Gérald Sfez, Ubacs, 1986
- Lettres de Francisco de Goya à Martin Zapater, Alidades, 1988
- Les Maisons du sourd, Flammarion, 1989
- Bleu horizon, Flammarion, 1993
- La Grande Filature, Champ Vallon, 1997
- Les corbeaux volent sur le dos, La Chambre d'échos, 2002
- Brumes sur le détroit, La Chambre d'échos, 2004
- Les Chemins imparfaits, Librinova, 2022